# التدخين في أيسلندا

إنفاذ حظر التدخين قوي في آيسلندا

التدخين في أيسلندا محظور في المطاعم والمقاهي والحانات والنوادي الليلية اعتبارًا من يونيو 2007. غالبية كبيرة من الآيسلنديين يوافقون على الحظر. في الوقت الذي دخل فيه الحظر حيز التنفيذ, كان ما يقرب من واحد من كل أربعة أيسلنديين مدخنين.
تمتلك آيسلندا ثالث أعلى نسبة من الأشخاص الذين لا يدخنون أبدًا بنسبة 81%, مقارنة بالدول الأوروبية الأخرى.

## تاريخ
في عام 1971, أصبحت أيسلندا أول دولة تحظر الإعلان عن التبغ في وسائل الإعلام ودور السينما وفي الهواء الطلق. بالإضافة إلى ذلك, طلبت الدولة تحويل 0.2% من مبيعات التبغ نحو مكافحة التبغ.
في عام 1977 تم حظر كل ترويج التبغ المتبقي.
في عام 1984, أقر أول قانون كامل لمكافحة التبغ جعل ملصقات التحذير على العبوات إلزامية, وحظر البيع لمن هم دون سن 16 عامًا, وحظر التدخين في بعض الأماكن العامة.
تتضمن التغييرات في قانون مكافحة التبغ هذا أحكامًا بشأن المساعدة في الإقلاع عن التدخين والمزيد من حظر التدخين في الأماكن العامة.
في عام 2001, تم حظر التغطية الجماعية لمنتجات التبغ ويلزم ألا تكون هذه المنتجات مرئية في نقاط البيع.

## التسعير
يبلغ متوسط تكلفة علبة سجائر تحتوي على 20 سيجارة حوالي 1300.00 كرونة أو 10.45 دولار أمريكي.
سعر السجائر الأقل تكلفة, اعتبارًا من 2016-2017 هو العلامة التجارية American Legend, بسعر 1055.00 كرونا آيسلندية, أو 8.49 دولارًا أمريكيًا لكل علبة من 20 سيجارة.
أعلى تكلفة, أو السجائر الفاخرة, اعتبارًا من 2016-2017 هي العلامة التجارية Winston Classic Red, بسعر 1271.00 كرونا آيسلندية, أو 10.22 دولارًا أمريكيًا لكل علبة من 20 سيجارة.

## الحظر والسياسات
لشراء السجائر بشكل قانوني في أيسلندا, يجب ألا يقل عمر الشخص عن 18 عامًا. بالإضافة إلى ذلك, لا يُسمح ببيع السجائر في آلات البيع, وبدلاً من ذلك يُرجح العثور عليها في المتاجر ومحطات الوقود.
يُحظر التدخين بشدة في المطاعم والنوادي الليلية والحانات والأماكن العامة الأخرى. يُحظر التدخين في سيارات الأجرة والحافلات ومرافق الرعاية الصحية والمرافق التعليمية ومواقع العمل الخاصة.
يتعين على شركات التبغ أن يكون لديها تحذير صحي أو رسالة على عبواتها تصف الآثار الضارة لاستخدام التبغ. يجب عدم إخفاء هذه التحذيرات بأي شكل من الأشكال ويجب أن تتضمن صورة أو رسمًا. يشترط القانون أن 30% من الجزء الأمامي و 35% من الجزء الخلفي من عبوات التبغ يجب أن تكون مغطاة في التحذيرات الصحية. اعتبارًا من يناير 2013, يجب تناوب 14 تحذيرًا جديدًا بانتظام.
وفقًا للائحة رقم 790 لعام 2011 بشأن التحذيرات المصورة والنصية المتعلقة بالتبغ, المادة 3, فإن هذه التحذيرات الأربعة عشر تشمل:

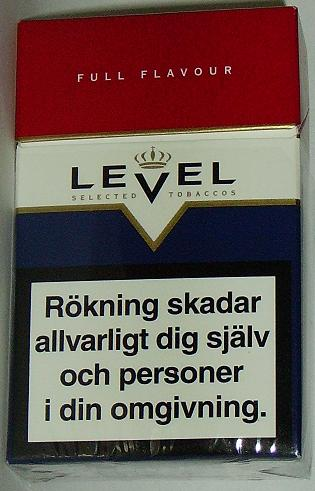
مثال على ملصقات تحذير تعبئة السجائر

1. أولئك الذين يدخنون يموتون قبل وقتهم.
2. يسد التدخين الشرايين ويسبب النوبات القلبية والسكتات الدماغية.
3. يتسبب التدخين في الإصابة بسرطان الرئة.
4. التدخين أثناء الحمل يؤذي طفلك.
5. احمِ الأطفال - لا تدعهم يستنشقون الدخان.
6. يمكن لطبيبك أو الصيدلي مساعدتك في الإقلاع عن التدخين.
7. التدخين يسبب الإدمان بشكل كبير, لا تبدأ بالتدخين.
8. إذا أقلعت عن التدخين تنخفض مخاطر الإصابة بأمراض القلب والرئة. يمكن أن يسبب التدخين موتًا بطيئًا ومؤلماً.
9. يمكن أن يسبب التدخين موتًا بطيئًا ومؤلماً.
10. احصل على المساعدة في الإقلاع عن التدخين: Tel. 800 6030.
11. يمكن أن يمنع التدخين الدورة الدموية ويسبب الضعف الجنسي.
12. يؤدي التدخين إلى تسريع شيخوخة الجلد.
13. يمكن أن يضر التدخين بالحيوانات المنوية ويقلل من الخصوبة.
14. يحتوي دخان التبغ على البنزين والنيتروزامين والفورمالديهايد والسيانيد.

يجب أن تحتوي هذه العبوات أيضًا على أحد التحذيرات التالية:
1. التدخين يقتل.
2. التدخين مضر جدا لك ولأولئك القريبين منك.

يحظر على شركات التبغ الإعلان في مواقع معينة لجمهور معين, وتشمل هذه الحظر المباشر: التلفزيون والراديو الوطنيين, والمجلات والصحف المحلية, ولوحات الإعلانات والإعلانات الخارجية, والإعلانات على الإنترنت. تشمل عمليات الحظر غير المباشرة الأخرى: التوزيع المجاني, والخصومات الترويجية, ووضع المنتج أو الظهور في التلفزيون والأفلام. يُحظر أيضًا الإعلان برعاية الأحداث وكذلك الرعاية أو الترويج لجماهير معينة.
لا يمكن أن تحتوي منتجات التبغ المباعة في أيسلندا على أكثر من 10 ملغ من القطران, 1 ملغ من النيكوتين و 10 ملغ من أول أكسيد الكربون لكل سيجارة.

## اتجاهات
في أيسلندا, لا يوجد فرق كبير بين الجنس فيما يتعلق بمعدلات التدخين: وفقًا لمنظمة الصحة العالمية, تم الإبلاغ عن مشاركة 15% من النساء البالغات, بينما يُقر 15.3% من الرجال البالغين بالتدخين بانتظام.
ويقال إن أصحاب الدخل المرتفع أقل عرضة للتدخين.

## تشريع
يتم تنظيم التبغ في أيسلندا بشكل أساسي بموجب قانون مكافحة التبغ لعام 2002, وكان آخر تعديل في عام 2013. تغطي هذه القوانين البيئات التي يُسمح فيها بالتدخين أو يُحظر فيها, والإعلان عن التبغ والترويج له ورعايته وتغليفه وتوسيمه.
في محاولة على مستوى الأمة لتقليل كمية تعاطي المراهقين للمخدرات والتبغ, لم تقيد الحكومات الأيسلندية سن شراء السجائر في بلادهم فحسب, بل فرضت حظر تجول وقدمت دروسًا في الموسيقى والرقص وفنون الدفاع عن النفس لشبابها. تم بذل هذا الجهد في محاولة لتقديم "بديل طبيعي مرتفع" للمراهقين لتعاطي المخدرات. بين عامي 1998 و 2016, انخفضت نسبة المدخنين الذين تتراوح أعمارهم بين 15 و 16 عامًا يوميًا من 23% إلى 3% فقط.

## السجائر الإلكترونية
وفقًا لدراسة أجرتها مديرية الصحة في أيسلندا, يستخدم حوالي 10,700 آيسلندي السجائر الإلكترونية يوميًا. هذا الرقم يساوي حوالي 5% من إجمالي السكان, وهو أكبر بين الأفراد الذين تقل أعمارهم عن 35 عامًا.

## طرق مكافحة التبغ
يشير آخر مبلغ تم الإبلاغ عنه في عام 2008 إلى أن النفقات الحكومية على مكافحة التبغ تساوي حوالي 70,000,000 كرونا آيسلندية, أو 562,610.87 دولارًا أمريكيًا.
تتوفر خطوط المساعدة الهاتفية المجانية للمساعدة والمعلومات حول الإقلاع عن التدخين في جميع أنحاء البلاد. تتوفر علاجات العلاج ببدائل النيكوتين للشراء القانوني بدون وصفة طبية, ولا يغطيها التأمين الصحي الفيدرالي أو الوطني. العلاجات الأخرى مثل بوبروبيون/ نالتريكسون و فارينيكلين تباع أيضًا بشكل قانوني ؛ ومع ذلك, هناك حاجة إلى وصفة طبية والتكلفة لا يغطيها التأمين الصحي الفيدرالي أو الوطني.